# اسلام (روزنامه)
اسلام نام یکی از مطبوعات استان فارس در دوران پهلوی اول است.
این روزنامه از سال ۱۳۰۵ خورشیدی به وسیله میرزا علی کازرونی، در شیراز به چاپ رسیده است.